# Афроевразия
Афроевразия (наричан също Афразия, Еврафразия и Стария свят) е най-големият континент на Земята, разположен предимно в Северното и Източното полукълбо. Името му изяснява неговите съставни части: Африка, Европа и Азия, по исторически причини смятани в повечето случаи за отделни континенти, въпреки че са свързани по суша (с изключение на Африка след прокопаването на Суецкия канал през 19 век). Афроевразия обхваща площ от 84 980 532 квадратни километра (32 811 166 квадратни мили) и има население от 6 милиарда души, което е 85% от населението на света. В политиката понякога е известна и като „световния континент“.

## Геология
Афроевразия съдържа два или три отделни континента, което я прави най-големия суперконтинент. Най-старите части от Афроевразия са остров Мадагаскар, полуостров Индустан и Западна Австралия. Тя е част от първия суперконтинент Валбара или Ур от преди около 3 милиарда години. Афроевразия е съставена от земя от всеки суперконтинент. След разпадането на Пангея преди около 200 милиона години, днешните континенти Северна Америка и Евразия образуват Лавразия, докато африканската плоча образува континента Гондвана, от който индийската плоча се отделя. Това повлиява на Южна Азия преди около 50 милиона години и започва издигането на планинската верига Хималаи (Почти по същото време, тя също така се сблъсква с австралийската плоча). Арабската плоча се откъсва от Африка преди около 30 милиона години и повлиява на иранската преди между 19 12 милиона години. Издигат се Алборзката и Загроската планинска земя. Гибралтарският проток се образува преди 6 милиона години. Сливат се северозападната част на Африка и Иберия. Това довежда до почти пълното изсушаване на Средиземно море. Евразия и Африка отново се разделят след потопа от преди 5,33 милиона години. Средиземно море пак се изпълва с вода от Атлантическия океан през Гибралтарския проток. Пълнят се с вода също Червено море и Суецкия залив. Арабската плоча се отдалечава от Африка. Днес, Африка е присъединена към Азия само чрез тясна суша (която е превърната в изкуствен плавателен канал) на провлака Суец и остава отделена от Европа чрез Гибралтарския проток и Сицилия. Палеологът Роналд Блейки я описва в следващите 15 до 100 милиона години чрез тектоничното ѝ движение, което е сравнително постоянно и предсказуемо. В същото време, Африка се очаква да продължи движението си на север. Тя ще затвори Гибралтарския проток след около 600000 години, считано от сега.

## История
Хората са еволюирали в Африка и се разпространили от там в цяла Европа и Азия, преди да плават до Океания и да прекосят Беринговия проток, който е бил замръзнал изцяло по време на последния ледников период, водейки ги към Северна и Южна Америка. Като цяло, съвременните африканци проявяват по-ниски нива на ДНК отколкото европейците и азиатците, което предполага кръстосване с неандерталците преди около 60 000 години. Голямото разпространение на умерения климат в Евразия и Северна Африка подпомага раждането на земеделието преди около 10 000 години и така води до опитомяването на животни и овладяванато на металургията (Подобни развития настъпили независимо в Северна и Южна Америка, но няколко хилядолетия по-късно). До края на халколитът, градове-държави са възникнали в Шумер и след това са последвани от цивилизациите по други места, като например около реките Жълта река и Яндзъ в днешен Китай и река Инд в днешен Пакистан. Големи империи станали римската, арабската, монголската, османската, руската, японската, и британската империя, както и много империи на Китай. Европейската епохата на колонизация, започва глобализацията на световните култури. Това е люлката на първата и втората индустриална революция, както и определянето на най-кървавите войни в историята. Първата и втората световни война довеждат до деколонизация и комунистически революции по целия свят, въпреки че оборотите на 1989, приключват след Студената война с победа за САЩ. Осем от деветте държави с ядрени оръжия са в Евразия, като те са Китай, Франция, Германия, Индия, Япония, Русия, Обединеното Кралство и Европейския съюз.
Днес, Афроевразия включва по-голямата част от народите и културите в света, както и по-голямата част от световната икономика. Нейните езици са най-широко разпространени в света, с най-много хора, които говорят индо-европейски и китайско-тибетски език. Този континент е родното място на повечето религии, включително четирите основни религии-християнство, ислям, будизъм и индуизъм, както и емпиричните науки хуманизъм и секуларизъм.

## Географските райони със снимки
Африка:
Северна Африка
- Магреб
- Сахара
- Сахел
- Субсахарска Африка
- Централна Африка
- Конго
- Източна Африка
- Африканския рог

- Южна Африка
- Западна Африка
- Судан (област)

Евразия:
Европа
- Централна Европа
- Източна Европа
- Северна Европа
- Южна Европа
- Западна Европа

Азия
- Далечен изток
- Екваториална гора на остров Борнео в Индонезия.Източна Азия
- Югоизточна Азия
- Близкия Изток
- Централна Азия
- Западна Азия
- Плодородния полумесец
- Северна Азия
- Сибир
- Южна Азия
- Индийския субконтинент

## Списък с държавите в континента

### Държавите в азиатската част
Азербайджан, Армения, Афганистан, Бангладеш, Бахрейн, Бирма, Бруней, Бутан, Виетнам, Грузия, Индия, Йемен, Израел, Източен Тимор, Индонезия, Ирак, Иран, Йордания, Казакстан, Камбоджа, Катар, Кипър, Киргизстан, Китай, Кувейт, Лаос, Ливан, Макао, Малайзия, Малдивски Острови, Монголия, Непал, Обединени Арабски Емирства, Оман, Пакистан, Русия, Саудитска Арабия, Северна Корея, Сингапур, Сирия, Таджикистан, Тайланд, Туркменистан, Турция, Узбекистан, Филипините, Хонг Конг, Шри Ланка, Южна Корея, Япония

### Държавите в африканската част
РЮА, Египет, Нигерия, Алжир, Мароко, Ангола, Либия, Судан, Тунис, Кения, Гана, Етиопия, Кот д'Ивоар, Танзания, Камерун, Уганда, Замбия, Екваториална Гвинея, Ботсвана, Демократична република Конго, Габон, Сенегал, Намибия, Република Конго, Мозамбик, Мавриций, Мали, Буркина Фасо, Мадейра, Чад, Зимбабве, Бенин, Руанда, Нигер, Малави, Гвинея, Мавритания, Свазиленд, Того, Лесото, Еритнея, Централно африканска република, Сиера Леоне, Кабо Верде, Бурунди, Джибути, Гамбия, Либерия, Сейшелските острови, Гвинея-Бисау, Комитски острови, Сао Томе и Присини

### Държави в европейската част
Австрия, Албания, Андора, Армения, Азербайджан, Беларус, Белгия, Босна и Херцеговина, България, Ватикана, Великобритания, Германия, Грузия, Гърция, Дания, Естония, Ирландия, Исландия, Испания, Италия, Казахстан, Кипър, Латвия, Литва, Лихтенщайн, Люксембург, Република Македония, Малта, Молдова, Монако, Нидерландия, Норвегия, Полша, Португалия, Румъния, Русия, Сан Марино, Словакия, Словения, Сърбия, Турция, Украйна, Унгария, Финландия, Франция, Хърватия, Черна гора, Чехия, Швеция, Швейцария

## Снимки от континента
- Хималаите са най-високата планинска верига на планетата.
- Великата китайска стена – пример за напредалост в древни времена.
- Пирамидите в Гиза, останки от древната цивилизация на Египет.
- Град Бандера е пример за слабата инфраструктура на стотици градовете в Африка
- София е най-големият град в България
- Хонг Конг е важен световен търговски център